# 和光町 (恵庭市)
和光町（わこうちょう）は北海道恵庭市の地名。郵便番号は061-1406。人口は3,020人、世帯数は1,592世帯。

## 地理
恵庭市街地の南東に位置して、和光町内にユカンボシ川、柏木戸磯通と基線通が通っていて、北海道道46号江別恵庭線（旧国道36号）と恵庭公園大通がある。

## 歴史

### 沿革
- 1975年（昭和50年）- 字戸磯の一部から和光町に町名変更[4]。
- 2002年（平成14年）10月7日 - 和光町1 - 4丁目に住居表示変更[5]。
- 2008年（平成20年）9月13日 - 和光町5丁目に住居表示変更[5]。

### 町名の変遷
町名の変遷は以下の通り。
| 実施内容 | 実施年月日 | 実施前 | 実施後 |
| -------- | ---------- | ------ | ------ |
| 町名変更 | 1975年     | 字戸磯 | 和光町 |

## 人口と世帯数
2023年9月30日現在の人口と世帯数は以下の通り。
| 町・丁      | 人口    | 世帯      |
| ----------- | ------- | --------- |
| 和光町1丁目 | 437人   | 240世帯   |
| 和光町2丁目 | 677人   | 298世帯   |
| 和光町3丁目 | 600人   | 345世帯   |
| 和光町4丁目 | 443人   | 233世帯   |
| 和光町5丁目 | 863人   | 476世帯   |
| 計          | 3,020人 | 1,592世帯 |

### 人口の変遷
国勢調査による人口数の推移。
| 1995年（平成7年）  | 1,648人 | [ 6 ]  |  |
| 2000年（平成12年） | 1,642人 | [ 7 ]  |  |
| 2005年（平成17年） | 1,970人 | [ 8 ]  |  |
| 2010年（平成22年） | 2,652人 | [ 9 ]  |  |
| 2015年（平成27年） | 2,910人 | [ 10 ] |  |
| 2020年（令和2年）  | 2,893人 | [ 11 ] |  |

### 世帯数の変遷
国勢調査による世帯数の推移。
| 1995年（平成7年）  | 571世帯   | [ 6 ]  |  |
| 2000年（平成12年） | 607世帯   | [ 7 ]  |  |
| 2005年（平成17年） | 743世帯   | [ 8 ]  |  |
| 2010年（平成22年） | 1,099世帯 | [ 9 ]  |  |
| 2015年（平成27年） | 1,237世帯 | [ 10 ] |  |
| 2020年（令和2年）  | 1,305世帯 | [ 11 ] |  |

## 小・中学校の通学区
小・中学校の通学区は以下の通り。
| 町・丁 | 街区 | 小学校             | 中学校             |
| ------ | ---- | ------------------ | ------------------ |
| 和光町 | 全域 | 恵庭市立和光小学校 | 恵庭市立恵明中学校 |

## 交通

### バス
- えにわコミュニティバス（ecoバス）
  - 「和光会館」・「消防署南出張所」・「家具の中西」停留所がある[13]。

### 道路
- 一般道道
  - 北海道道46号江別恵庭線（旧国道36号）[14]
- 都市計画道路
  - 3・3・102 恵庭公園大通[14]
  - 3・4・110 柏木戸磯通[14]
  - 3・4・111 基線通[14]

## 施設
文化
- 和光会館（和光町2丁目）

教育
- 恵庭市立和光小学校（和光町2丁目）

公園
- わこう公園（和光町1丁目）
- つつじ公園（和光町3丁目）
- ユカンボシ公園（和光町4丁目）
- エルム公園（和光町5丁目）

行政
- 恵庭市消防署南出張所（和光町4丁目）

産業・商業
- セイコーマート 恵庭和光店（和光町1丁目）
- 味の時計台 恵庭店（和光町1丁目）
- 回転寿司ちょいす恵庭店（和光町1丁目）
- 札幌トヨペット 恵庭店（和光町1丁目）
- セブン-イレブン 恵庭和光町店（和光町2丁目）
- ほっともっと 恵庭和光町店（和光町3丁目）
- セイコーマート 戸磯工業団地店（和光町5丁目）